# Musineon
Musineon es un género de plantas herbáceas perteneciente a la familia de las apiáceas.  Comprende 7 especies descritas.

## Taxonomía
El género fue descrito por Constantine Samuel Rafinesque y publicado en Journal de Physique, de Chimie, d'Histoire Naturelle et des Arts 91: 71. 1820.

## Especies
A continuación se brinda un listado de las especies del género Musineon aceptadas hasta septiembre de 2012, ordenadas alfabéticamente. Para cada una se indica el nombre binomial seguido del autor, abreviado según las convenciones y usos.
- Musineon angustifolium Nutt.
- Musineon divaricatum (Pursh) Nutt.
- Musineon greenei A. Gray
- Musineon lineare Mathias
- Musineon pedunculatum A.Nelson
- Musineon trachyspermum Nutt.
- Musineon vaginatum Rydb.